# Harasîmivka, Kalînivka
Harasîmivka (în ucraineană Гарасимівка) este un sat în comuna Holubivka din raionul Kalînivka, regiunea Vinnița, Ucraina.

## Demografie
Componența lingvistică a localității Harasîmivka
     Ucraineană (91,67%)
     Rusă (8,33%)
Conform recensământului din 2001, majoritatea populației localității Harasîmivka era vorbitoare de ucraineană (91,67%), existând în minoritate și vorbitori de rusă (8,33%).